# Antonio López Almagro
Antonio López Almagro (Múrcia, 17 de setembre de 1839 - Villarejo del Valle (Àvila) 9 d'agost de 1904) fou un compositor espanyol.
Feu els estudis musicals en la seva vila nadiua, i mostrà en aquest molta aptitud per l'art al qual es dedicava, destacant sobretot en l'harmònium i en la composició. A Múrcia fundà una escola gratuïta de solfeig, ensenyança coral i piano, titulada Sociedad Filharmònica, de la que en fou director, organitzant concerts en la mateixa i encarregant-se personalment de diverses classes, i pel nombrós cos de cors que formà escriví diverses composicions corals. El 1868 es fusionà la citada Sociedad amb un altre de gènere diferent, continuant López Almagro en la direcció de la seva secció filharmònica. Es traslladà a Madrid, i el 1875 fou nomenat professor de l'Escola Nacional Espanyola de Música i Declamació, en la que fundà l'ensenyança d'harmònium.
Va escriure nombroses composicions, veient la llum les primeres el 1854, consistents en obres de saló per a piano, cant, harmònium i altres instruments, distingint-se entre elles tres concerts per harmònium i piano, diversos tercets i quartets. Quan es trobava al front de la Sociedad Filharmònica de Murcia va compondre una Gran Cantata, executada amb molt d'èxit per una gran massa coral en inaugurar-se el 1869 la Sociedad Filharmònica de Cartagena.
A més se li deuen:
- Una Missa Solemne.
- El Thader, simfonia a gran orquestra, executada a Madrid per la Societat de Concerts, que dirigia el mestre Johann Skoczdopole (1869).
- El canto del amor, per a piano i recitat, que es va fer molt popular per tot Espanya.

## Escrits
- un Método de armonia, (1873).
- Una col·lecció d'estudis per l'harmònium.
- Una col·lecció d'estudis per harmònium de doble expressió, que formen l'obra Escuela completa de armonium.